# Ahmed Zuway
Ahmed Zuway (Benghazi, 28 de dezembro de 1982) é um futebolista líbio que atua como atacante.

## Carreira
Ahmed Zuway representou o elenco da Seleção Líbia de Futebol no Campeonato Africano das Nações de 2012.